# 퍼옥시솜

퍼옥시솜의 기본 구조

퍼옥시좀(영어: peroxisome)은 신장과 간의 세포에 다수 분포하는 용해소체이다. 포유동물의 경우에는 독소를 분해하는 간과 신장에 주로 분포하고, 식물의 경우에는 광합성 세포와 발아 중인 종자에서 나타난다. 어느 세포에 존재하는가에 따라 서로 다른 기능을 수행한다.
0.4~1.3 마이크로미터 정도의 직경을 가졌으나, 산화효소가 들어있는 격자모양 과립이 있고 이 효소의 역할로 과산화 수소(2차 용해소체)가 만들어진다. 퍼옥시좀에는 카탈레이스(catalase)라는 효소가 있어 과산화 수소라는 인체에 유해한 물질을 물과 산소로 분해한다."

## 지방산 분해
퍼옥시좀은 지방산의 사슬 길이를 정교하게 절단하는 기능으로 미토콘드리아에서의 지방산의 산화를 위한 전처리와 관련있는 것으로 보고되고 있다.